# 比尔哈
比尔哈（Bilha），是印度恰蒂斯加尔邦Bilaspur县的一个城镇。总人口8992（2001年）。

## 人口
该地2001年总人口8992人，其中男性4625人，女性4367人；0—6岁人口1533人，其中男802人，女731人；识字率58.41%，其中男性为67.74%，女性为48.52%。